# تپه چهاردره
تپه چهاردره مربوط به سده‌های میانه دوران‌های تاریخی پس از اسلام است و در شهرستان زهک، بخش جزینک، دهستان خمک، ۱۵۰ متری شرق روستای حاجی غلامحسین واقع شده و این اثر در تاریخ ۲۲ آبان ۱۳۸۶ با شمارهٔ ثبت ۱۹۹۷۰ به‌عنوان یکی از آثار ملی ایران به ثبت رسیده است.